# ۱/۲ + ۱/۴ + ۱/۸ + ۱/۱۶ + ⋯

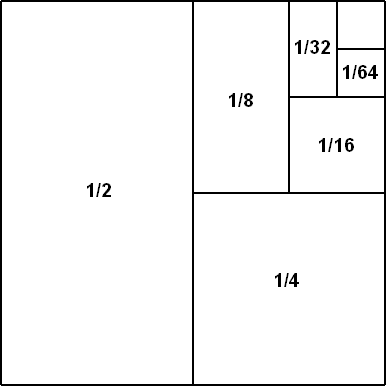
نمایش شش جمله اولیه سری در مربع.

در ریاضیات، سری نامتناهی ۱/۲ + ۱/۴ + ۱/۸ + ۱/۱۶ + ⋯، یک مثال ابتدایی از سری‌های هندسی است که مطلقاً همگرا هستند. مجموع این سری به صورت زیر می‌باشد:
{\displaystyle {\frac {1}{2}}+{\frac {1}{4}}+{\frac {1}{8}}+{\frac {1}{16}}+\cdots =\sum _{n=0}^{\infty }{\frac {1}{2}}\left({\frac {1}{2}}\right)^{n}={\frac {\frac {1}{2}}{1-{\frac {1}{2}}}}=1}

## اثبات مستقیم
به عنوان یک سری نامتناهی، مجموع سری {\displaystyle {\frac {1}{2}}+{\frac {1}{4}}+{\frac {1}{8}}+{\frac {1}{16}}+\cdots } به صورت حدی از مجموع {\displaystyle {\mathit {n}}} جملهٔ اول خواهد بود:
{\displaystyle s_{n}={\frac {1}{2}}+{\frac {1}{4}}+{\frac {1}{8}}+{\frac {1}{16}}+\cdots +{\frac {1}{2^{n}}}}
به شرطی که {\displaystyle {\mathit {n}}} به بی‌نهایت میل کند. با ضرب {\displaystyle s_{n}} در ۲ خواهیم داشت:
{\displaystyle 2s_{n}={\frac {2}{2}}+{\frac {2}{4}}+{\frac {2}{8}}+{\frac {2}{16}}+\cdots +{\frac {2}{2^{n}}}=1+{\frac {1}{2}}+{\frac {1}{4}}+{\frac {1}{8}}+\cdots +{\frac {1}{2^{n-1}}}=1+s_{n}-{\frac {1}{2^{n}}}}
با حذف کردن {\displaystyle s_{n}} از دو طرف داریم:
{\displaystyle s_{n}=1-{\frac {1}{2^{n}}}}
با میل داد {\displaystyle {\mathit {n}}} به بی‌نهایت، {\displaystyle s_{n}} به ۱ میل خواهد کرد.

## تاریخچه
این سری به عنوان مثال برای یکی از پارادوکس‌های زنون استفاده می‌شد. پیش از این تصور می‌شد چشم حورس شش جملهٔ اول این دنباله را دارد.

## همچنین نگاه کنید به
- ۰٫۹۹۹…